# Ekunha
Ekunha est une ville et une municipalité de la province angolaise de Huambo. En 2014, la municipalité avait une population de 82 541 personnes.

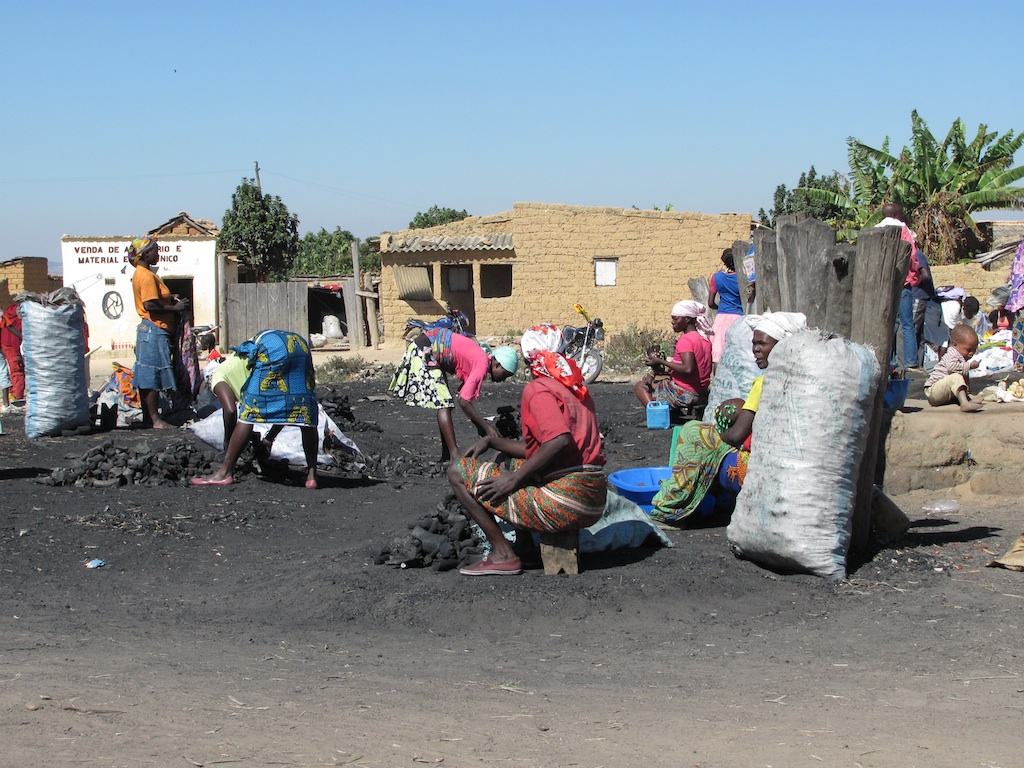
Marchandes de charbon de bois à Ekunha en 2010.